# 賀祉
贺祉（？—1288年），元朝益都（今山东青州）人。
其父贺进，平涟水有功，担任元帅左监军，守淄州；改任千户，守胶州。贺祉为宿卫，元世祖至元六年（1269年），继承其父贺进的职位，担任千户，守胶州。击退北伐的宋军。至元十年（1273年），率战舰五百艘为先锋，攻南宋五河口城。攻掠高邮、宝应、淮安、泗州等地，有战功。宋朝灭亡，领宝应军民事。至元二十年（1283年），率部镇压建宁路黄华起事。至元二十四年（1287年），元军攻打安南，奉命率二千五百人屯守思明州，管理辎重。次年，还军，回到建康，病故。